# Cnastis assimilis
Cnastis assimilis là một loài tò vò trong họ Ichneumonidae.